# Алексей Смертин
Алексей Смертин е руски футболст и плажен футболист.
Има по-голям брат Евгений, който също е футболист.
Алексей е капитан на националния отбор на Русия в периода 2004 – 2005. Играе за Локомотив Москва, Бордо, Челси, Чарлтън, Динамо Москва, Портсмут и Фулъм.
След края на кариерата си Смертин играе плажен футбол.
От 2011 е в ръководството на ФК Локомотив Москва, а от 2012 е вицепрезидент на отбора. Член на „Единна Русия“, депутат от Алтайския край.